# Вооружённое восстание в Ташкенте в октябре 1917 года
Вооружённое восстание в Ташкенте в октябре 1917 года — вооружённый насильственный захват власти в Ташкенте коалицией левых эсеров и большевиков в октябре-ноябре 1917 года и переход власти к Советам солдатских и рабочих депутатов.

## Хронология событий
В сентябре 1917 года на волне эйфории от подавления мятежа генерала Л. Г. Корнилова Ташкентский Совет принял резолюцию о необходимости перехода власти к Советам, было решено 12 сентября 1917 года провести в Ташкенте митинг. Однако возглавляемый Наливкиным Туркестанский комитет Временного правительства, которому принадлежала вся полнота власти в Туркестанском крае и городе Ташкенте на тот момент, был категорически против митинга и запретил на три дня в городе митинги, шествия и собрания. В результате этого и последующих событий, известных как «сентябрьские события в Ташкенте», 19 сентября 1917 года в Ташкент были направлены войска под командованием генерала П. А. Коровиченко, которые 24 сентября прибыли в Ташкент. Коровиченко был объявлен генеральным комиссаром Временного правительства по управлению Туркестанским краем и назначен командующим войсками Туркестанского Военного Округа, а В. П. Наливкин ушёл в отставку с поста руководителя Туркестанского края.

### Обстановка в Ташкенте накануне восстания
В Ташкенте установилось двоевластие — с одной стороны формально власть оставалась в руках Туркестанского комитета Временного правительства и генерала Коровиченко, имевшего поддержку в лице правительственных войск, с другой — фактической властью на местах обладали Ташсовет с избранными Исполкомом и Ревкомом, поддерживаемый рабочими города и многочисленными солдатами ташкентского гарнизона.
Ревком, состоящий в основном из представителей большевиков и левых эсеров, вёл активную подготовку к вооружённому захвату всей полноты власти в городе и в крае.
Со своей стороны генерал Коровиченко, опираясь на верные ему отряды юнкеров и казаков, предпринимал попытки разоружить ненадёжные с его точки зрения воинские части. Так в ночь с 18 на 19 октября была разоружена крепостная рота, а солдаты крепостной роты арестованы.
Коровиченко добился приказа военного министра о демобилизации наиболее революционных 1 и 2-го стрелковых полков.
25 октября 1917 года в Ташкенте состоялось совещание большевиков и членов исполнительного комитета Ташкентского Совета, на котором рассматривался вопрос об организации и планировании вооружённого восстания в Ташкенте. Для руководства восстанием был создан Ташкентский Революционный комитет в составе В. С. Ляпина (председатель), А. Я. Першина, Е. А. Ермолова и других.

### Начало вооружённого противостояния
В ночь с 27 на 28 октября по приказу Коровиченко юнкерами и казаками при поддержке броневиков был окружён «Дом Свободы», где в тот момент подходило к концу объединённое заседание Совета рабочих и солдатских депутатов и полковых, ротных и командных комитетов, и помещение Краевого совета. В «Доме Свободы» было арестовано 5 членов исполнительного комитета, а в Краевом совете были арестованы председатель Краевого совета доктор Успенский и член Краевого совета Казаков. Все арестованные были помещены в тюрьму, где находились ранее арестованные члены Исполнительного комитета.
В эту же ночь были разоружены солдаты 2-го Сибирского полка. Попытка разоружить после этого 1-й полк оказалась неудачной. После этого к солдатам 1-го полка присоединились рабочие железнодорожных мастерских, которые стали вооружаться оружием, имевшимся в 1-м полку.
В своих «Воспоминаниях» Колушев Михаил Семёнович — подпольщик, революционер-большевик, унтер-офицер, заведующий в тот момент оружейным складом, пишет следующее: «Когда генерал Коровиченко отдал приказ сдать оружие со склада, я этого не сделал, и, когда к солдатам 1-го полка подключились восставшие рабочие, вооружил их, выдав 200 винтовок с полным боекомплектом. Немного позже я создал группу из 8 добровольцев, которая зашла в тыл ко 2-му полку. Это нужно было для отвлечения внимания. Манёвр прошёл успешно, 1 полк в итоге прошёл по мосту. Но сама группа, собранная мною была обстреляна, в результате 1 человек был убит, а сам я был серьёзно ранен».

Воспоминания участника событий И. Гусанова, рабочего Главных железнодорожных мастерских:
«Утром 28 октября рабочие Среднеазиатских Главных железнодорожных мастерских как обычно пришли на работу. Раздался тревожный гудок. Рабочие собрались около главной конторы. Состоялся короткий митинг, участники которого приняли предложение тт. Першина и Ляпина — немедленно выступить с оружием в руках против буржуазии, свергнуть власть Временного правительства. Командиром революционных отрядов был избран т. Помогайбо, токарь механического цеха. Для руководства восстанием был создан Революционный комитет, состоявший главным образом из большевиков. Председателем Ревкома избрали т. Липина, токаря механического цеха, большевика, члена Ташкентского Совета. На станции Ташкент-пассажирская разместился для осуществления общего руководства вооружённым выступлением Ташкентский комитет РСДРП.
Рабочие получили оружие из 1-го Сибирского запасного полка и заняли позиции на территориях мастерских. С мастерскими граничил 5-й Оренбургский казачий полк, который поддерживал Временное правительство.
Рабочие превратили мастерские в крепость. С утра мы стали строить баррикады: по Психиатрической улице и Куйлюкскому шоссе, на перекидном железнодорожном мосту, граничившем с территорией вагонного цеха. Участок вагонного цеха приобрел решающее значение в боях против юнкеров и прапорщиков.
Из вагонного цеха для сооружения из тополей баррикад была направлена группа плотников с пилами и топорами. Возглавляли её Щитин и Антонов. Баррикады строились по прилегающим к вокзалу улицам: Мариинской, Госпитальной, Духовской, Новоструевской. Среди строителей баррикад было много добровольцев — мужчин, женщин и подростков.
В то время, когда рабочие воздвигали баррикады на Куйлюкском шоссе, комендант Ташкентской военной крепости полковник Бек с адъютантом и юнкером на легковой автомашине пробирались в Казачью слободку, где был расположен 5-й казачий полк. Увидев баррикады, шофёр дал задний ход, но сзади дорога оказалось загороженной арбами и телегами. Видя, что дело плохо, полковник со своей охраной выскочил из машины и бросился бежать. Я кинулся вдогонку, не имея при себе никакого оружия. Мой приказ: „Остановись, руки вверх!“ не возымел действия. Тогда я крикнул Беку, что буду стрелять. Полковник струсил, поднял руки и дал себя обезоружить. Я отобрал у него револьвер и шашку. Пленных мы отвели в рабочую крепость».
— 
Таким образом, на рассвете субботы 28 октября 1917 года в Ташкенте начались вооружённые столкновения между войсками Туркестанского комитета Временного правительства под командованием генерала Коровиченко с одной стороны и революционно настроенными солдатами ташкентского гарнизона и рабочими железнодорожных мастерских с другой.
Отряды рабочих действовали в районе Госпитальной, Константиновской (улица Т. Шевченко), Духовской (улица Полторацкого) и Куйлюкской (Куйбышевское шоссе) улиц. Восставшие начали строить баррикады по Куйлюкской улице, на перекидном железнодорожном мосту, на прилегающих к вокзалу улицах — Мариинской (Полторацкого), Госпитальной, Духовской, Новоструевской (улица Будённого).

### Первоначальное соотношение сил сторон
На стороне восставших были рабочие дружины численностью около 2500 человек (из которых 1000 человек вооружённых). 1-й Сибирский полк, мортирная двухорудийная батарея, 27-я и 28-я лёгкие двухорудийные батареи, 2 запасные дружины и другие мелкие команды.
Войсками, оставшимися на стороне Временного правительства, была занята почти вся территория нового города, включая военную крепость, кроме привокзального района и рабочей слободки. Центром правительственных сил в Ташкенте был «Белый дом». На стороне Коровиченко были школа прапорщиков, военное училище, 17-й и 6-й Оренбургские казачьи полки, две конные сотни семиреченцев и «мусульманский батальон», а также крепостная полковая артиллерия и 2 броневика.
Первоначально превосходство было на стороне правительственных войск и 28 октября удалось локализовать восставших в районе железнодорожных мастерских, правительственные войска заняли Первушинский (площадь Полторацкого), Старо-Госпитальный (улица Кафанова), Духовской (по улице Пролетарской) и другие мосты, а железнодорожное движение прекратилось. Но попытки войск Коровиченко прорваться 28 и 29 октября в Главные железнодорожные мастерские не удались.

### Переход инициативы к восставшим
Вечером 29 октября вооружённые революционные рабочие и солдаты заняли мост через Салар и окружили казарму 17-го Оренбургского казачьего полка. Находившиеся там 800 казаков и юнкеров после недолгого сопротивления сдались. Восставшим в Ташкент направили помощь революционные солдаты из других городов Туркестана — Новой Бухары (Каган), Каттакургана, Коканда, Ашхабада, Красноводска. Так например, гарнизон крепости Кушка прислал отряд из 500 солдат 8 лёгких крепостных орудий, 12 пулемётов, 800 снарядов и 1000 ручных гранат.
Правительственные силы, возглавляемые Коровиченко, оказались в изоляции, а направлявшиеся ему на помощь войска из центральной России застряли в Самаре и отряды из Скобелева (Фергана) — в Ходженте (Ленинабад) из-за забастовки железнодорожных рабочих. 30 октября на помощь восставшим прибыли со станции Кауфманская 600 демобилизованных солдат-семиреченцев, возвращавшихся с Кавказского фронта, которые сразу направились к железнодорожным мастерским и получили оружие 17-го Оренбургского казачьего полка.
Попытка обстреливать из крепостных артиллерийских орудий железнодорожные мастерские оказалась неудачной, так как «солдаты не хотели стрелять в рабочих и умышленно увеличивали дистанцию прицела и трубку снаряда. В ночь на 30 октября солдаты крепости сняли орудийные замки, выбросив их в реку, а сами скрылись».
Предвидя возможность штурма крепости, Коровиченко распорядился в ночь с 29 на 30 октября перевезти арестованных членов Краевого совета и Исполнительного комитета в крепость.
Для усиления своих позиций Коровиченко предпринял попытки вооружить поддерживающее его гражданское население Ташкента, в том числе и население Старого города.

### Арест Коровиченко
Непоследовательность действий и попытки генерала Коровиченко то заключать перемирие с вооружёнными революционными солдатами и рабочими, то отдавать приказы о подавлении вооружённого восстания силой ранее окончания назначенного срока перемирия восстановило против него, в конце концов, и его же сторонников — офицеров, которые ещё до прекращения боевых действий сами его же арестовали, лишив полномочий, и на его место избрали командующим войсками командира казачьего полка полковника Бурлина.
31 октября утром началось наступление восставших одновременно тремя колоннами по трем направлениям. 1-й отряд — по Госпитальной улице, 2-й по улице Шевченко и 3-й по Духовской. А 4-й отряд, состоявший из рабочих Бородинских мастерских и солдат военного продпункта, двинулся по Куйлюкскому шоссе и Сенявской улице в направлении кадетского военного училища.
Весь день 30 октября шли бои. Турккомитет Временного правительства, видя, что революционные силы растут, в ночь на 31 октября вступил с революционным штабом в переговоры о перемирии. От Временного правительства переговоры вели Доррер и священник отец Андрей. Но переговоры закончились безрезультатно.
К 5 часам утра 31 октября были с боем взяты опорные пункты правительственных войск — реальное училище, духовная семинария, гимназия. Восставшие заняли почтамт, телеграф, банк, казённые и общественные учреждения. Революционные отряды повели наступление на Белый дом, где находился Турккомитет. Белый дом был взят. Разбитые части Коровиченко отступили к военной крепости. К вечеру 31 октября весь город был занят революционными солдатами и рабочими. А к 9 часам утра 1 (14) ноября революционные отряды с трёх сторон окружили военную крепость, в которой находились оставшиеся силы Временного правительства — юнкера, прапорщики и офицеры в количестве примерно 350 человек.
В конце концов, юнкера, оборонявшиеся в крепости, сдались, и утром 1 (14) ноября революционные солдаты заняли крепость и разоружили юнкеров, которых отправили под арест в казармы 2-го полка.

### После победы восстания

Ташкент 1917 год. Подписание документа о передаче власти от сверженного Временного правительства Краевому Совету Рабочих и Солдатских Депутатов

Генерал Коровиченко, который уже находился под арестом в Школе прапорщиков на территории крепости, был переведен на гауптвахту, где ранее содержались арестованные члены Краевого совета и Исполнительного комитета. Также был арестован помощник Коровиченко — граф Доррер. Одному из наиболее последовательных сторонников вооружённой борьбы с революционно настроенными солдатами и рабочими, члену Туркестанского комитета Временного правительства Шендрикову удалось скрыться.
В этот же день Ташсовет рабочих и солдатских депутатов обратился с прокламацией «К населению», извещавшей о победе советской власти в Ташкенте.
В Петроград была направлена телеграмма о том, что «31 октября войска временного правительства под командою генерального комиссара Коровиченко после 4-дневного боя, сдались. Главные виновники, руководители выступления против демократии, арестованы».
В воскресенье 5 ноября в Александровском парке, где была сооружена братская могила — склеп, похоронили жертв октябрьских боев в Ташкенте, «павших в борьбе за свободу и революцию».
Граф Доррер был отдан под суд и приговорён судом к заключению на три года и четыре месяца. 13 декабря 1917 года во время манифестации коренных жителей Туркестана в поддержку Кокандской туркестанской автономии он был освобожден группой манифестантов.

### Манифестация коренных жителей Туркестана в Ташкенте 13 декабря 1917 года
13 декабря в Ташкенте прошла крупная манифестация коренных туркестанцев, организованная умеренными в поддержку Автономии Туркестана. Состоялось собрание с участием представителей коренного населения (они составили две трети общего числа представителей) и русских (они составили одну треть). … Это грандиозное шествие с участием нескольких тысяч людей сформировалось в старой части города. Манифестанты, пройдя новую часть города потребовали освобождения политзаключённых. Граф д’Оррер, взобравшись на автомобиль, поддержал манифестантов. … Когда кортеж повернул назад в Старый город, он был встречен вооружёнными большевиками. Пулемётные очереди вызвали панику в рядах манифестантов. Автомобиль графа был окружен, а самого графа вместе с генералом Киелечко, губернатором Самарканда, адвокатом Дружкиным, братом комиссара Закаспия, полковником Беком и капитаном Русановым увезли в крепость. Все они были умерщвлены самым жестоким образом: их крики доносились из крепости с раннего вечера до двух часов ночи. Руководили пыткой большевики Тоболин, Перфильев, Колесов, Стасиков. Они же захватили власть в Ташкенте, организовали свой совет. А Колесов стал главным диктатором. Позже Перфильев сбежал в Москву, прихватив деньги из государственного банка.
— «Докладная о положении в Туркестане и Закаспии» военного атташе французской миссии в Иране Жоржа Дюкрока военному министру. 3 октября 1919 года